# Leichtathletik-Europameisterschaften 2010/Teilnehmer (Serbien)
Serbien meldete je sechs Frauen und Männer, insgesamt zwölf Sportler, für die Leichtathletik-Europameisterschaften 2010 vom 27. Juli bis zum 1. August in Barcelona.
| Wettbewerb   | Männer                          | Frauen            |
| ------------ | ------------------------------- | ----------------- |
| 800 m        | Goran Nava                      |                   |
| 1500 m       | Goran Nava (12. Platz)          | Marina Munćan     |
| Marathon     |                                 | Olivera Jevtić    |
| 100 m Hürden | –                               | Jelena Jotanović  |
| Weitsprung   |                                 | Ivana Španović    |
| Kugelstoßen  | Milan Jotanović Asmir Kolašinac |                   |
| Diskuswurf   |                                 | Dragana Tomašević |
| Speerwurf    |                                 | Tatjana Jelača    |
| Zehnkampf    | Mihail Dudaš Igor Šarčević      | –                 |
| 50 km Gehen  | Predrag Filipović               | –                 |